# Curumin

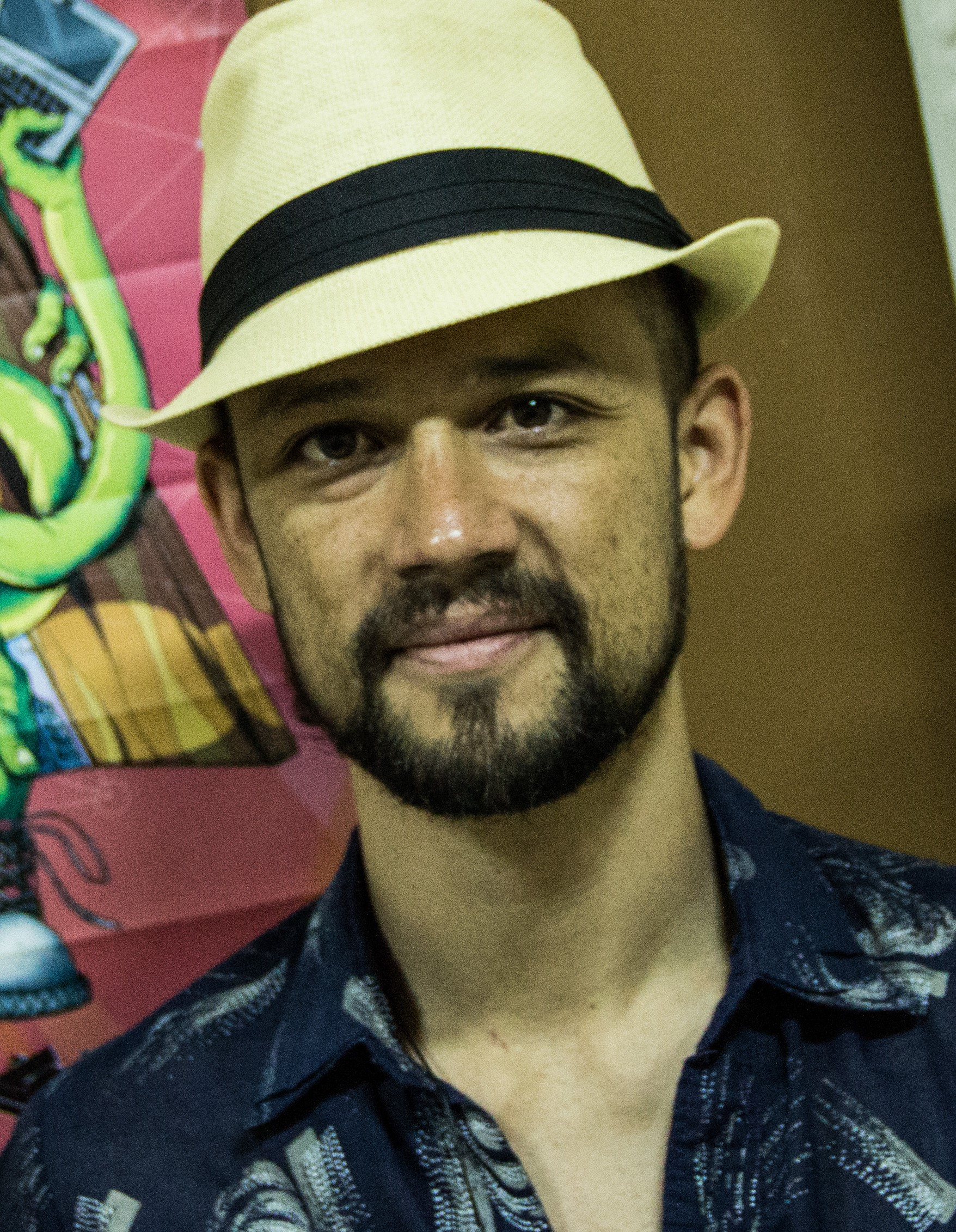
Curumin im September 2013

Curumin (* 28. Juli 1976 in São Paulo, Brasilien; bürgerlich Luciano Nakata Albuquerque) ist ein brasilianischer Sänger. In seiner Musik, oftmals auf Portugiesisch, seltener auf Englisch, vereint er verschiedene musikalische Elemente und Genres, insbesondere Samba, Rio Funk, Jazz, Bossa Nova und Hip-Hop.

## Namensbedeutung
Der Begriff „Curumin“ wird von indigenen Brasilianern oft für frühreife Kinder benutzt. Als solches fühlte sich auch Albuquerque, dessen musikalisches Talent schon in jungen Jahren zum Vorschein kam.

## Werdegang
Aufgewachsen in einer äußerst musikalischen japanisch-spanischen Familie in São Paulo, gründete der junge Albuquerque bereits im Alter von acht Jahren seine erste Rockband mit damaligen Klassenkameraden. Nachdem diese nur dem Zweck diente, sich zum Spaß zu treffen und ein wenig gemeinsam zu musizieren, formte er in den darauffolgenden zwei Jahren eine weitere Band mit dem Namen ZU. Bemerkt wurde sein rhythmisches Talent früh, weshalb er schon mit 14 Jahren erste Percussion-Auftritte in heimischen Clubs und Diskotheken hatte, nur wenige Jahre später wurde er auch am Keyboard aktiv.
Während und nach seinem Besuch der „Gaviões da Fiel“-Musikschule, spielte er gemeinsam mit zwei Freunden im Stile brasilianischer Musik und klassischem Funk in einer weiteren Band unter dem Namen Zomba, mit der er meist als Voract für namhafte brasilianische Musiker, wie beispielsweise Arnaldo Antunes und Andrea Marquee, in verschiedenen Ländern auftrat. Zur gleichen Zeit spielte er auch in der Band Toca zusammen mit Gustavo Lenza, welcher ihm die letzten Anstöße für sein Album Achados e Perdidos gab, das er, als er sich mehr und mehr seiner eigenen Solo-Karriere widmete, schließlich veröffentlichte. Es erschien im September 2005 unter dem Label von Quannum Projects.
In den Jahren 2008 und 2012 erschienen die zwei weiteren Alben Japan Pop Show, das den Titel Magrela Fever enthält, welcher zu dem offiziellen Soundtrack des Computerspiels FIFA 09 gehört, und Arrocha.

## Diskografie
Studioalben:
- Perro (2005, The Projects)
- Achados e Perdidos (2005, YB Music, Quannum Projects)
- Japan Pop Show (2008, YB Music, Quannum Projects)
- Arrocha (2012, YB Music, Quannum Projects)
- Boca (2017, Natura Musical, Brasuca Produções)

Livealben:
- Live at KXLP Vol.5- "Extendo" (2009)